# 라스트 크리스마스 (드라마)
《라스트 크리스마스》(ラストクリスマス, Last Christmas)는 일본 후지 TV에서 2004년 10월 11일부터 12월 20일까지 매주 월요일 오후 9시부터 10시까지 방영한 드라마이다. 첫회는 15분, 마지막 11화는 30분 확대 편성되었다. 평균 시청률은 21.6%였고, 최종 시청률은 25.3%였다.

## 시놉시스
하루키 켄지는 쾌활하고 유능한 36세의 스포츠 용품 회사원이지만 1년 전에 결혼까지 약속했던 여자에게 차이고 지금은 독신이다. 근무하는 회사 주최로 열린 스키 이벤트로 해외 출장에서 상사인 친구에게 불려간 켄지는 마치 '가랑눈' 같은 비서 유키를 처음 만나게 된다. 그러던 어느 날, 켄지의 옆집에 유키가 이사오면서 그녀의 이면이 드러나는데….

## 기획
오다 유지는 1991년 드라마 《도쿄 러브스토리》이래로, 13년 만에 게츠쿠의 주연으로 연기하였다. 또, 《도쿄 러브스토리》를 만든 각본가 사카모토 유지, 프로듀서 오오타 토오루가 다시 팀을 이루는 것도 화제가 되었다. 이와 같이 게츠쿠의 황금기 시절을 만들어 쌓아 온 스태프, 배우가 재집결하는 것으로 게츠쿠의 러브 스토리 노선의 재확인, 원점 회귀를 지향한 작품으로서의 의의도 가지고 있다.

## 등장인물
하루키 켄지(36) - 오다 유지
어려움에 처한 사람을 보면 그냥 넘어가지 못하는 따뜻한 성격의 소유자로서, 하트스포츠사의 주임이다. 그는 누구보다도 열심히 일하지만, 암울한 과거가 있다. 옆집에 아오이 유키가 이사오게 되자 둘은 사귀게 된다. 자기만의 스노보드 점을 차리는게 꿈이다.
아오이 유키(24) - 야다 아키코
신타니 이사의 비서실에서 일한다. 하지만 옛날에는 ‘레이디스 (Ladies)’라는 양키였다. 하루키 켄지의 옆집에 이사온다. 5년 전 병에 걸리고, 이혼한뒤, 줄곧 혼자 살며 자기만의 방식대로 살아가게 된다.
히가키 나오야 (26) - 타마키 히로시
‘하트 스포츠’의 크리에이티브 디렉터. 미술대학 졸업. 젊어서 히트 상품을 개발해 사내에서도 인정 받고 있지만 고집스런 성격 때문에 적도 많다. 이성에게는 인기가 있으며 사내에서도 여직원들의 동경의 대상. 입사한 이후, 리츠코를 4년간 줄곧 짝사랑하고 있지만, 정작 리치코가 그를 바라봐 주지 않아, 다른 여성들과 양다리를 걸치고 있는 플레이 보이이기도 하다.
하야마 탓페이(23) - 모리야마 미라이
하트 스포츠 입사 1년차 제1사업부의 근무하는 켄지의 후배. 연애에 서투르고 성격도 소심하고, 쿄코가 좋아하지만 동료인 아야카의 함정에 빠져 버린다.
후지사와 리츠코(26) - 카타세 나나
히가키 나오야와 같은 미술대학을 졸업. 디자인회사에 근무하며 주로 스포츠 용품이나 젊은이 취향의 상품의 일러스트 디자인을 작업하고 있다. 나오야가 본인을 사랑 한다는 것을 알고 있으나, 대학시절의 은사의 죽음을 지금도 마음에 두고 있다.
타카세 아야카(23) - MEGUMI
‘하트 스포츠’ 스포츠 사업부 파견사원. 유키와는 과거 ‘레이디스’때부터 알고 지내던 사이다. ‘러브 테러리스트’라는 별명이 있고, 파견 사원 일을 하면서 다수의 남성과 사귀고 남자와 술 마시고 마음이 맞으면 바로 관계를 맺곤 한다.
스도 쿄코(22) - 타마루 마키
하트 스포츠의 안내 데스크 직원. 탓페이가 좋아하지만 정작 쿄코 본인은 좀처럼 마음을 열지 못하고 있다.
모토야마 미키(26) - 사카시타 치리코
하트 스포츠 비서과에 근무하는 OL로 유키의 동료.
츠카모토 신스케(25) - 사카모토 유고
‘하트 스포츠’ 스포츠 사업부 근무하는. 입사 3년째의 젊은 사원으로 켄지의 후배.
시바타 사치코(34) - 료
‘하트 스포츠’가 협찬하는 라디오의 DJ (샐리 시바타라는 이름으로 활동 중). 켄지의 고등학교 후배이며 DJ 일을 하면서 다시 만난다. 켄지의 첫 사랑이지만, 현재는 기혼자이다. 그러나, 남편과의 관계가 좋지 않게 되자 켄지에게 의지하게 된다.
시라카와 히토미(33) - 사쿠라이 사치코 (특별 출연)
켄지의 대학시절의 후배로 원래 켄지와의 약혼자. 현재는 다른 사람과 결혼한 상태이지만, 켄지를 못 잊는다.
신타니 고로(36) - 이하라 츠요시
켄지의 상사이자 하트 스포츠 이사. 더불어 아버지는 회사의 사장. 전형적인 재벌 2세 체질이고 남을 의심할 줄 모르는 명랑활발한 남자이다. 켄지와는 대학교 스키부를 같이 하면서 만난 친구이며, 늘 여자를 사귀고 싶어한다. 유키를 좋아했지만 차인다. 켄지와는 직장에서는 상사와 부하이지만 밖에서는 친구 관계를 유지하고 있다.
하루키 타카코(62) - 카가 마리코
켄지의 모친. 와병생활 상태가 10년간 계속되어 입원중. 켄지의 파혼이 자신의 탓이라고 책임을 느끼고 있다.
사와구치 코타로(62) - 코다마 키요시
유키의 주치의. 유키의 병과 5년간 진찰해 왔다.

### 엑스트라
극장 아카데미, 방영 프로젝트, 코가 프로덕션, 이나가와 모토코 사무소, 오스카 프로모션, 극단동배, 예우, FC플랜, 후지TV 회원

## 스태프
- 각본: 사카모토 유지
- 기획·책임프로듀서: 오오타 토오루 (후지 TV)
- 프로듀서: 켄오우조노 요시마사 (후지 TV)·이와타 유지(교도 TV)
- 연출: 니시타니 히로시(1,2,5,8,10,11화·교도 TV), 무라카미 쇼스케(3,6,9화·교도 TV), 코우노 케시타(4화·후지 TV), 코노 케이타(4화·공동 TV), 나리타 가쿠(7화·후지 TV)
- 음악: 칸노 유고
- 제작: 후지 TV
- 제작 협력: 교도 TV
- 홈페이지: 마루야 리이치
- 일정: 카몬 이쿠오
- 편집: 야마모토 마사아키
- 음향효과: 콘도 타카후미
- 미술: 스기카와 히로아키
- 시각효과: 에자키 킨미츠
- 홍보: 타니가와 유키
- 스틸: 무라카미 코지

## 관련 음반

### 주제곡
- 織田裕二 《ラスト・クリスマス／ユウジ・オダ・ウィズ・ブッチ・ウォーカー》  (2004년 11월 3일 발매, Epic Records)

### Original Sound Tracks
- 2004년 11월 26일 발매

1. ウェイク・ミー・アップ・ゴー！ゴー！／ユウジ・オダ with ブッチ・ウォーカー
2. フェアリー・オブ・スノー／菅野祐悟
3. ア・ウィッシュ・イズ・アプライド・トゥ・ア・スター／菅野祐悟
4. ライフ・ウィズアウト・ラヴ・エトセトラ／菅野祐悟
5. エターナル・トライアングル／菅野祐悟
6. アイム・ノット・アローン／菅野祐悟
7. ブルー・スカイ・パノラマ／菅野祐悟
8. ホワイト・メモリー／菅野祐悟
9. ダンシング・シスター／ザ・ノーランズ
10. 恋のハッピー・デート／ザ・ノーランズ
11. ロックバルーンは９９／ネーナ
12. カーマは気まぐれ／カルチャー・クラブ
13. フリーダム／ワム！
14. ラスト・クリスマス／ワム！

## 시청률
| 제1화                                                        | 2004년 10월 11일 | 두 사람의 비밀 (秘密の二人)    | 22.3% |
| 제2화                                                        | 2004년 10월 18일 | 기적의 밤 (奇跡の夜)           | 21.1% |
| 제3화                                                        | 2004년 10월 25일 | 눈물의 포옹 (涙の抱擁)         | 20.3% |
| 제4화                                                        | 2004년 11월 1일  | 행복의 정 (幸せの絆)           | 20.9% |
| 제5화                                                        | 2004년 11월 8일  | 빛나는 키스 (輝くキス)         | 25.3% |
| 제6화                                                        | 2004년 11월 15일 | 한번 더 (もう一度)             | 21.9% |
| 제7화                                                        | 2004년 11월 22일 | 헤어지자 (別れよう)            | 19.0% |
| 제8화                                                        | 2004년 11월 29일 | 마음의 악수 (心の握手)         | 20.2% |
| 제9화                                                        | 2004년 12월 6일  | 천사의 눈 (天使の雪)           | 22.2% |
| 제10화                                                       | 2004년 12월 13일 | 약속의 바다 (約束の海)         | 20.8% |
| 제11화                                                       | 2004년 12월 20일 | 행복의 오로라 (幸せのオーロラ) | 22.9% |
| 평균시청률 21.54% （일본 간토 지방 비디오 리서치 조사 기준） |                  |                                |       |

## 비고
1991년에 방영되었던 도쿄러브스토리의 프로듀서, 각본가, 주연 배우(오다 유지)가 10여년 만에 다시 모여 화제가 되었다.
- 라스트 크리스마스의 주인공인 하루키 켄지가 근무하는 회사의 이름은 하트 스포츠인데, 도쿄러브스토리의 주인공 나가오 칸지와 아카나 리카가 근무하던 회사 역시 하트 스포츠이다.
- 라스트 크리스마스의 하루키 켄지, 신타니 고로, 하야마 탓페이 등이 다녔던 분쿄 대학은 도쿄러브스토리에서 미카미 켄이치가 다니던 학교의 이름과 같다.

## 같이 보기
- 도쿄러브스토리
- 옐로나이프